# Integrated Lights-Out
Integrated Lights-Out (iLO) ist ein von Compaq entwickeltes proprietäres Lights-Out-Management-System zur Administration und Fernwartung von Servern. Durch die Übernahme durch HP entfiel der Name Compaq. Über eine zusätzliche Netzwerkschnittstelle, die sich entweder auf dem Serverboard direkt befindet oder durch eine Steckkarte zur Verfügung gestellt wird, kann die Hardware des iLO mit dem Netzwerk verbunden und der Server gewartet werden, unabhängig von der Software am Server und deren Funktionsfähigkeit.

## Funktionsumfang
Der Funktionsumfang des Lights-Out Management erweitert sich ständig mit jeder neuen Version. So waren bei den ersten Versionen nur grundlegende Funktionen wie z. B. das Ein- und Ausschalten der Hardware möglich, wohingegen es mit aktuellen iLO-Firmwares bereits möglich ist, Temperaturen im Gehäuse und der Hardware auszulesen (Sea of Sensors 3D) oder den Stromverbrauch zu reduzieren/begrenzen (Power Capping). Zusätzlich zum Standard-iLO, welches meist bei den HPE-Servern bereits enthalten ist, kann ein Lizenzschlüssel für iLO Advanced erworben werden, welcher weitere Funktionen freischaltet.
Somit ist es möglich, die Server über das Netzwerk ein- und auszuschalten sowie das jeweilige System-Board zu verwalten. Dabei können je nach Serversystem individuell das BIOS und die Controller konfiguriert werden. Zudem werden Tools zur Systemdiagnose bereitgestellt. Über das „Sea of Sensors“ ist es möglich, Temperaturen und weitere Hardwareparameter auszulesen. Die Power Capping-, sofern vom Gerät unterstützt, sowie die KVM-Funktionalität, mit der Maus, Tastatur und Bildschirm des fernen Servers lokal abgebildet werden, werden bereitgestellt. Über das lizenzpflichtige iLO Advanced kann ein komplettes Server-Remotemanagement realisiert werden. Per Java-Applet oder einer Stand-Alone-Anwendung für Windows-Systeme ist es möglich per lokalem Bildschirm, Tastatur und Maus CD-ROM-Laufwerke oder ISO-Images über das Netzwerk einzubinden. Dadurch kann ein Server vollständig über das Netzwerk installiert werden.
Daraus ergeben sich folgende Vorteile:
Die Server können übersichtlich und strukturiert verkabelt werden. Zudem können bisher nötige KVM-Switche eingespart werden. Zentral können Einstellungen am System-Board vorgenommen werden. Eine Serverüberwachung und die Fehlerdiagnose ist ohne physikalischen Zugang zum System möglich. Über eine zweite Netzwerkkarte kann ein vom eigentlichen Netzwerk getrenntes Management-Netzwerk angebunden werden.
Allerdings treten auch Nachteile auf:
Das iLO-System, das mit einer eigenen Netzwerkkarte (NIC) ausgestattet ist, kann mit dem System verbunden werden und diesem die eigene Netzwerkkarte im „shared-Verfahren“ zur Verfügung stellen. So kann für das Betriebssystem eine zusätzliche NIC vorgehalten werden. Auftretende Fehler, wie wenn zum Beispiel das iLO NFS-Pakete abfängt, können ohne zeitlich hohen Aufwand nicht einwandfrei diagnostiziert werden. Daher ist diese Art der Konfiguration nicht empfohlen.
Eventuell vorhandene Sicherheitslücken im iLO können ausgenutzt werden, um Service-Dienste, die auf Netzwerkkarten laufen, abzuhören oder zu beeinflussen. Beim Einsatz dieser Lösung muss man sich bewusst sein, dass man sich an die Produkte des Herstellers HP bindet. Alternative Standards wie das Intelligent Platform Management Interface (IPMI) bieten herstellerübergreifend identische Anwendungsmöglichkeiten.

## iLO Mobile App
Seit der iLO Version 4 ist es möglich, anstatt der Weboberfläche eine Smartphone-App zu benutzen. Derzeit gibt es die entsprechende Applikation für Apple iOS und Android Smartphones/Tablets.